# Gavin Baddeley
Gavin Baddeley (* 28. Dezember 1966 in Cambridge, England) ist ein britischer Journalist und Autor. Seine Bücher behandeln zumeist Themen aus dem Bereich des Satanismus und der satanistischen Rockmusik.

## Leben und Werk
Geboren 1966 als Sohn eines Psychologen-Ehepaars, verbrachte Baddeley seine Kindheits- und Jugendjahre vor allem in seiner englischen Geburtsstadt Cambridge, dem schottischen Sussex und Kalifornien. An der Universität von East Anglia studierte Baddeley Mittelalterliche Europäische und Moderne Amerikanische Geschichte. Zu dieser Zeit begann Baddeley auch, sich umfangreiches Wissen um die Geschichte des Okkulten anzueignen.
In den Jahren darauf arbeitete Baddeley als freier Journalist unter anderem für die Magazine Metal Hammer und The Observer, zudem schrieb er eine Reihe von Sachbüchern, die zumeist den Satanismus im Allgemeinen und satanistische Rockmusik im Besonderen behandeln. Das bekannteste Werk Baddeleys, der seit 1995 den Rang eines Reverend in der kalifornischen Church of Satan belegt, stellt Lucifer Rising: A Book of Sin, Devil Worship and Rock ’n’ Roll (Plexus Publishing, 1999) dar, das sich Geschichte und Gegenwart des Satanismus widmet.
Als Experte für die Geschichte des Okkulten wirkte Baddeley zudem an zahlreichen TV-Produktionen solcher Sender wie dem BBC oder Channel 4 mit.

## Bibliographie
- Raising Hell!: The Book of Satan and Rock ’n’ Roll (Nemesis, 1993)
- Lucifer Rising: A Book of Sin, Devil Worship and Rock ’n’ Roll (Nemesis, 1994)
- Dissecting Marilyn Manson (Plexus, 2000)
- Goth Chic: A Connoisseur’s Guide to Dark Culture (Plexus, 2002)
- The Gospel of Filth: A Black Metal Bible (FAB Press, 2006)